# Waukegan
Waukegan település az Amerikai Egyesült Államok Illinois államában, Lake megyében, melynek megyeszékhelye is. Lakosainak száma 89 321 fő (2020. április 1.).

## Népesség
A település népességének változása:
| Lakosok száma | 89 078 | 88 826 | 89 321 |
|               | 2010   | 2013   | 2020   |